# Химическа кастрация
Химическата кастрация е вид кастрация, използвана за намаляване на либидото, за лечение на рак или други цели. За разлика от хирургическата кастрация, при която половите жлези се премахват от тялото, химическата кастрация не включва премахването на органи и не представлява вид стерилизация. По принцип химическата кастрация се счита за обратима, когато лечението се прекрати, макар понякога да могат да останат постоянни ефекти върху тялото. Обичайни странични ефекти са изтъняване на костите и смаляване на мускулите.
Редица държави прилагат химическа кастрация върху сексуални престъпници, често в замяна на намаляване на присъдата им. В миналото химическата кастрация се е използвала за „лекуване“ на хомосексуалността. Хомосексуалността е била незаконна до средата на 20 век, поради което съдиите са давали избор на обвиняемите между това лечение и затвор.